# كين هيل (عالم نبات)
كين هيل (بالإنجليزية: Kenneth Hill)‏ هو عالم نبات أسترالي، ولد في 6 أغسطس 1948 في آرمدال في أستراليا، وتوفي في 4 أغسطس 2010 في سيدني في أستراليا.